# Funzione non espansiva
In matematica, una funzione non espansiva è una funzione continua tra spazi metrici che, come dice il termine, non allontana i punti.
Più precisamente, se {\displaystyle X} e {\displaystyle Y} sono spazi metrici e {\displaystyle f:X\to Y} allora essa si dice non espansiva se
{\displaystyle d_{Y}(f(x),f(y))\leq d_{X}(x,y)} per ogni {\displaystyle x,y} in {\displaystyle X}.
Una funzione non espansiva è lipschitziana con costante di Lipschitz 1. Se in particolare vale l'uguaglianza e la funzione è inoltre una biiezione con inversa non espansiva allora {\displaystyle f} è un'isometria.

## Teorema
Se {\displaystyle X} è uno spazio normato, {\displaystyle S} un suo sottoinsieme compatto e convesso e {\displaystyle T:S\to S} è non espansiva, allora {\displaystyle T} ammette punto fisso, cioè esiste un {\displaystyle x} in {\displaystyle S} tale che {\displaystyle T(x)=x}.

### Dimostrazione
Per ogni {\displaystyle n} numero naturale e per un fissato {\displaystyle x_{0}} in {\displaystyle S} definiamo {\displaystyle f_{n}(x)=(1-k_{n})x_{0}+k_{n}T(x)}, dove {\displaystyle (k_{n})_{n\in N}\subset (0,1)} è una successione di numeri reali convergente a 1. È
{\displaystyle \|f_{n}(x)-f_{n}(y)\|=\|k_{n}(T(x)-T(y)\|=k_{n}\|T(x)-T(y)\|<\|T(x)-T(y)\|\leq \|x-y\|},
dunque per ogni {\displaystyle n} naturale {\displaystyle f_{n}} è una contrazione; allora, per il teorema del punto fisso di Banach-Caccioppoli ammette un unico punto fisso {\displaystyle x_{n}}.
Sia {\displaystyle (x_{n})_{n}} la successione dei punti fissi. Essa è contenuta in {\displaystyle S}, dunque essendo {\displaystyle S} compatto per successioni esiste una sottosuccessione {\displaystyle (x_{p})_{p}\subset (x_{n})_{n}} convergente in {\displaystyle S} ad un punto {\displaystyle y}. Allora è
{\displaystyle \|y-T(y)\|\leq \|y-x_{p}\|+\|x_{p}-T(x_{p})\|+\|T(x_{p})-T(y)\|}.
Il primo e l'ultimo addendo sono infinitesimi per l'ipotesi su {\displaystyle x_{p}} e per la continuità di {\displaystyle T}. Il secondo addendo è
{\displaystyle \|x_{p}-T(x_{p})\|=\|f_{p}(x_{p})-T(x_{p})\|=\|(1-k_{p})x_{0}+k_{p}T(x_{p})-T(x_{p})\|},
dunque quando {\displaystyle p\to \infty } il primo addendo dentro la norma va a 0 e il secondo e il terzo vanno a {\displaystyle T(y)}, cioè {\displaystyle \|x_{p}-T(x_{p})\|\to 0}.
Quindi, passando al limite, per il teorema del confronto è
{\displaystyle 0\leq \|y-T(y)\|\leq 0}, cioè {\displaystyle \|y-T(y)\|=0}, cioè {\displaystyle y=T(y)}.